# Acridocarpus chloropterus
Acridocarpus chloropterus là một loài thực vật có hoa trong họ Malpighiaceae. Loài này được Oliv. mô tả khoa học đầu tiên năm 1868.